# Brian Piccolo
Pour les articles homonymes, voir Piccolo.
(en) Statistiques sur pro-football-reference
Louis Brian Piccolo (né le 31 octobre 1943 et mort le 16 juin 1970) est un joueur de football américain des Bears de Chicago pendant quatre saisons. Il meurt à l'âge de 26 ans d'une forme rare de cancer foudroyant, sans doute héritée à la naissance.
Il est le sujet d'un téléfilm de 1971: Brian's Song, qui raconte son amitié avec le joueur noir Gale Sayers. Le numéro 41 des Bears de Chicago Brian Piccolo est à nouveau l'objet d'un téléfilm remake du précédent en 2001.
À partir de 1980, une fondation à sa mémoire pour la recherche contre les formes rares de cancer est créée : Brian Piccolo Cancer Fund Drive.